# Buddha Air

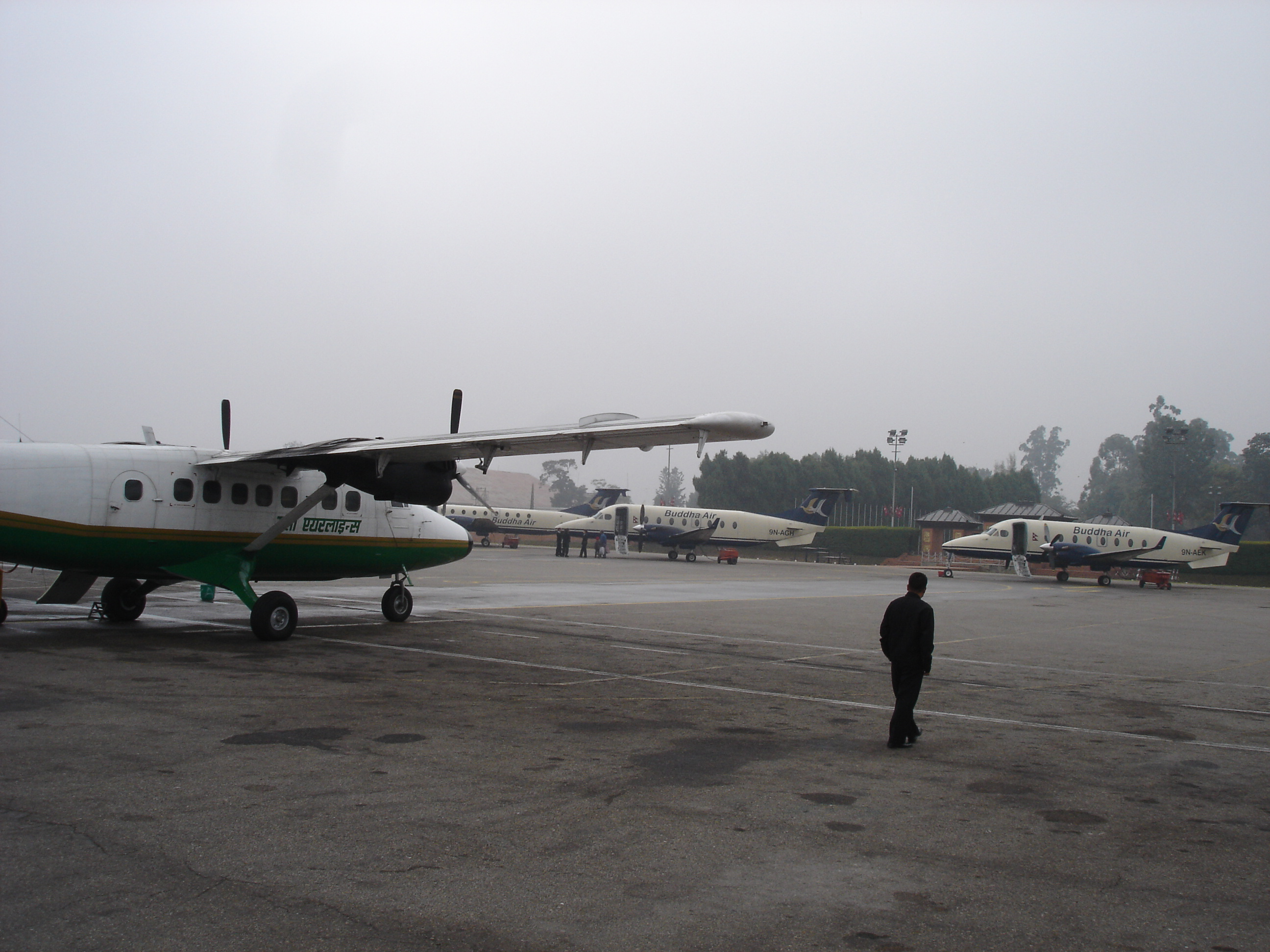
Aeropuerto Internacional Tribhuvan, con algunos aviones de Buddha Air al fondo. Katmandú, Nepal.

Buddha Air es una aerolínea con base en Katmandú, Nepal. Opera vuelos de cabotaje dentro de Nepal, operando principalmente a grandes poblaciones de Nepal, uniendo Kathmandú con nueve destinos. Su base de operaciones principal es el Aeropuerto Internacional Tribhuvan, Kathmandú. También opera vuelos montañosos desde Katmandú a la franja de Langtang.

## Historia
La aerolínea comenzó a operar en octubre de 1997 con un Beech 1900D nuevo. El nombre de la aerolínea se deriva de la palabra Sánscrita 'Buddha'.
El 25 de septiembre de 2011 sufrió un accidente con uno de sus Beech 1900D cerca de Katmandú, pereciendo sus 16 pasajeros y 3 tripulantes.

## Vuelos
Los vuelos están operados desde Katmandú a Pokhara, Bhadrapur, Biratnagar, Janakpur, Simara, Bharatpur, Bhairahawa, Dhangadi  y Nepalgunj, así como vuelos chárter y vuelos montañosos diarios.

## Flota
En agosto de 2023 la flota de Buddha Air incluye las siguientes aeronaves, con una edad media de 19,7 años:
| ATR 42-320 | 3  | — | Y47 |  |  |  |
| ATR 72-500 | 13 | — | Y72 |  |  |  |
| Total      | 16 | — |     |  |  |  |